# Degré secondaire I
En Suisse, le degré secondaire I correspond, depuis l'introduction d'HarmoS dans l'ensemble des cantons romands, aux trois dernières années de l'école obligatoire. Le nom de l'école varie selon les cantons : 
- Cycle d'orientation pour les cantons du Valais, Genève et Fribourg.
- École secondaire pour les cantons de Neuchâtel, Vaud, Jura et Berne
- Scuola media pour le canton du Tessin.

Après le degré secondaire I, les élèves poursuivent leur formation au sein du degré secondaire II ou, s'ils leurs résultats ne le permettent pas, disposent de solutions transitoires.